# Louis Darquier de Pellepoix

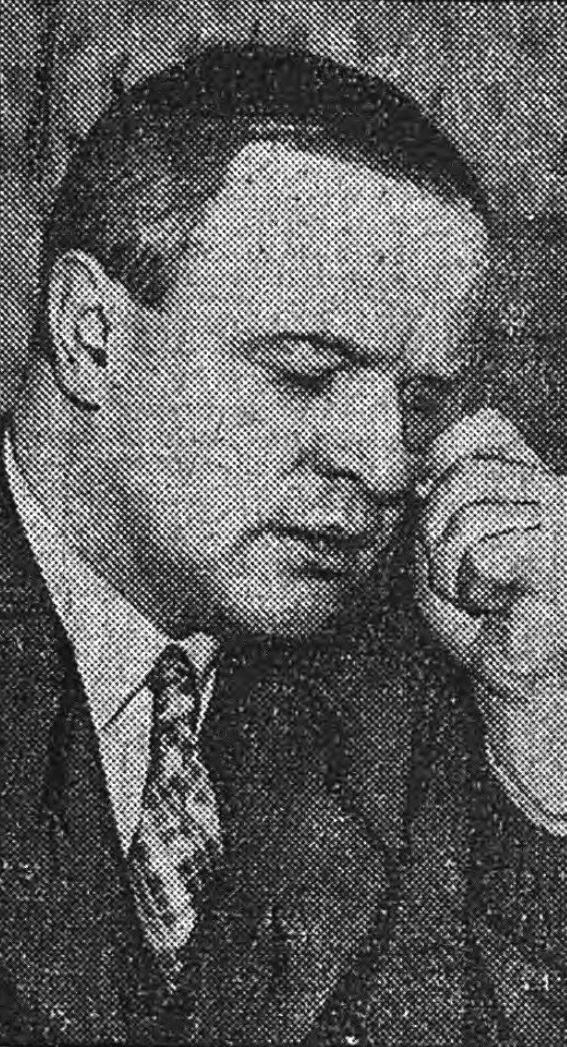
Darquier (imagem do jornal Le Matin, 6 de maio de 1942).

Louis Darquier, mais conhecido pelo suposto nome de Louis Darquier de Pellepoix (Cahors, França, 19 de dezembro de 1897 – Málaga, Espanha, 29 de agosto de 1980) foi Comissário para Assuntos Judaicos, sob o regime francês de Vichy.
Veterano da I Guerra Mundial, Darquier esteve ativo na França, na década de 1930, e foi  membro, em vários momentos, de diversas organizações, como a Action Française e Jeunesses Patriotes, de extrema direita, e a Croix-de-Feu, de direita. Em 6 de fevereiro de 1934, foi ferido no tumulto da Place de la Concorde e, segundo Janet Maslin, num  artigo publicado no  New York Times, em 2006, ele "apostara o (seu) novo status de 'homem do 6 de fevereiro' em um papel de liderança."  Nessa época, Darquier começou a colaborar com o editor Ulrich Fleischhauer, um notório antissemita, que criara, em Erfurt, Alemanha, uma organização denominada Welt-Dienst ('Serviço Mundial'). 
As opiniões extremistas de Darquier eram bem divulgadas. Em 1937, ele disse, em uma reunião pública, "é preciso, com toda urgência, resolver o problema Judeu, seja pela expulsão, ou pelo massacre." Um relatório britânico, em 1942, chamou-o de "um dos mais notórios antissemitas na França". A mando da Alemanha Nazista, ele foi nomeado chefe do Comissariado Geral para Assuntos Judues, em maio de 1942, sucedendo a Xavier Vallat, a quem a SS na França considerara muito moderado. A ascensão de Darquier a esse cargo foi imediatamente precedida pela primeira deportação em massa dos Judeus da França para os campos de concentração. Ele foi demitido em fevereiro de 1944, quando, nas palavras de Nicholas Fraser,  "a sua ganância e incompetência não poderiam mais ser encorajadas."
Ele foi condenado à morte à revelia em 1947 pela Alta Corte Francesa por sua colaboração com o nazismo. No entanto, ele havia fugido para a Espanha, onde o regime autoritário de Francisco Franco o protegeu.
Em 1978, um jornalista francês da revista L'Express o entrevistou. Entre outras coisas, Darquier declarou que em Auschwitz, as câmaras de gás não eram usadas para matar seres humanos, mas apenas os piolhos, e que as denúncias de assassinatos por este método foram mentiras criadas pelos judeus. Quando L'Express publicou a entrevista, esta prontamente causou um escândalo. A extradição de Darquier foi considerada, mas ao final foi negada por parte da Espanha.
A psiquiatra inglesa Anne Darquier era sua filha com sua então esposa australiana, Myrtle Jones. Ela foi abandonada por seus pais quando ainda criança na década de 1930, quando ela foi deixada com uma babá em Londres.